# Puchar Świata w Zapasach 1988
Zawody Pucharu Świata w 1988 roku
- w stylu klasycznym mężczyzn rywalizowano pomiędzy 19 a 20 listopada w Atenach (Grecja).
- w stylu wolnym mężczyzn w dniach 26–27 marca w Toledo (Stany Zjednoczone).

## Styl klasyczny

### Ostateczna kolejność drużynowa
| Poz. | Państwo           |
| ---- | ----------------- |
|      | ZSRR              |
|      | Kuba              |
|      | Stany Zjednoczone |
| 4.   | Grecja            |

### Klasyfikacja indywidualna
| Waga   |                           |                          |                       | 4                     |
| ------ | ------------------------- | ------------------------ | --------------------- | --------------------- |
| 48 kg  | Oleg Kuczerenko           | Lewis Dorrance           | Orion Cordobes        | ----                  |
| 52 kg  | Andrij Kałasznikow        | Shawn Sheldon            | Reinaldo Jiménez      | Panagiotis Gamvroudis |
| 57 kg  | Aghasi Manukyan           | Amadoris González        | Paris Koloziz         | Anthony Amado         |
| 62 kg  | Giennadij Atmakin         | Mario Olivera            | Ike Anderson          | Christos Bougiouklou  |
| 68 kg  | Mynacakan Iskandarian     | Andrés Alexis Jiménez    | Andy Seras            | Vassilis Daskalos     |
| 74 kg  | Alexander Kondratzki      | Abel Sarmiento           | David Butler          | Georgios Leon         |
| 82 kg  | Siergiej Nasiewicz        | John Morgan              | Juan Veliz Fabre      | Haralambos Livas      |
| 90 kg  | Siarhiej Dziemiaszkiewicz | Sotirios Anagnastopoulos | Guillermo Cruz        | Michael Houck         |
| 100 kg | Héctor Milián             | Anatolij Fiedorienko     | Dimitrios Tsekieridis | Phil Lanzatella       |
| 130 kg | Igor Rostorocki           | Craig Pittman            | Juan Poulot           | Anastasios Sofianidis |

## Styl wolny

### Ostateczna kolejność drużynowa
| Poz. | Państwo           |
| ---- | ----------------- |
|      | ZSRR              |
|      | Stany Zjednoczone |
|      | Kuba              |
| 4.   | Korea Południowa  |
| 5.   | Australia         |

### Klasyfikacja indywidualna
| Waga   |                      |                      |                  | 4             | 5             |
| ------ | -------------------- | -------------------- | ---------------- | ------------- | ------------- |
| 48 kg  | Siergiej Karamczakow | Aldo Martínez        | Tim Vanni        | (brak danych) | (brak danych) |
| 52 kg  | Joe Gonzales         | Anatolij Biełogłazow | Carlos Varela    | (brak danych) | (brak danych) |
| 57 kg  | (brak danych)        | Alejandro Puerto     | No Gyeong-seon   | (brak danych) | (brak danych) |
| 62 kg  | Joe McFarland        | Enrique Valdez       | Go Yeong-ho      | (brak danych) | (brak danych) |
| 68 kg  | Abdułła Magomiedow   | Andre Metzger        | Eugenio Montero  | (brak danych) | (brak danych) |
| 74 kg  | Alberto Rodríguez    | Kenny Monday         | Nasir Gadżihanow | (brak danych) | (brak danych) |
| 82 kg  | Aleksandr Tambowcew  | Michael Sheets       | Lee Dong-woo     | (brak danych) | (brak danych) |
| 90 kg  | Macharbiek Chadarcew | Jim Scherr           | Kim Tae-u        | (brak danych) | (brak danych) |
| 100 kg | Achmied Atawow       | William Scherr       | Alfredo Alvarez  | (brak danych) | (brak danych) |
| 130 kg | Dawit Gobedżiszwili  | Bruce Baumgartner    | Andrew Renney    | (brak danych) | (brak danych) |